# Карфагенская война (409—405 до н. э.)
Карфагенская война 409—405 до н. э. — первая из серии войн конца V — начала III веков до н. э. между греками и карфагенянами за господство на Сицилии.

## Политическая обстановка на Сицилии
После разгрома при Гимере в 480 до н. э. карфагеняне в течение 70 лет не предпринимали новых попыток экспансии на Сицилии. Греки к началу 430-х годов до н. э. покорили и обложили данью сикулов во внутренних районах Восточной и Центральной Сицилии, после чего на острове осталось два основных очага напряженности: на восточном побережье, где Сиракузы предприняли наступление на халкидские колонии (Леонтины, Катану и Наксос), и на западе, где не прекращался длительный пограничный конфликт между Селинунтом и элимами Эгесты.
Конфликтами на Сицилии воспользовались афиняне, попытавшиеся утвердить своё влияние на острове. В ходе Первой Сицилийской экспедиции 427—424 до н. э. они заключили союз с элимами, но сицилийские полисы сумели на Гелойском конгрессе договориться о мирном урегулировании и прекратить иностранное вмешательство. Через десять лет конфликты возобновились и, воспользовавшись просьбами о помощи со стороны элимов и халкидян, Афины организовали более масштабную Сицилийскую экспедицию, имевшую целью остановить экспансию сиракузян и их союзников.
Поражение афинян на Сицилии привело к возобновлению Пелопоннесской войны и ослаблению греческих государств на востоке и западе, чем не преминули воспользоваться противники греков — Персия и Карфаген. В ходе Сицилийской экспедиции Афины пытались заключить союз с Карфагеном и побудить эту державу к интервенции на острове, но пунийцы отказались вмешиваться в конфликт.

## Конфликты и переговоры
После разгрома афинских экспедиционных сил Сиракузы и их союзники пытались закрепить успех, развернув наступление на халкидские колонии и элимов. Халкидянам помогали остатки афинских войск, и война на побережье продолжалась до 409 до н. э.
Элимы, опасаясь, что к селинунтским войскам присоединятся сиракузские, пошли на уступки в пограничном споре, но когда греки не удовлетворились занятием спорных районов, а двинулись вглубь территории противника, элимы в 410 до н. э. обратились за помощью к своим старым союзникам карфагенянам.
По словам Диодора, карфагеняне опасались начинать войну, которая могла привести к столкновению с могущественными Сиракузами, но допустить потери элимами независимости также не могли, поскольку земли этого племени были буфером между владениями греков и Карфагена.
Суффет Ганнибал Магон убедил карфагенское народное собрание вмешаться. Для начала в Сиракузы были направлены послы, которые должны были поддержать требования элимов, а заодно выяснить, какую позицию займут Сиракузы в случае войны. Селинунтцы также отправили своих послов, которые отказались принять мирные предложения элимов и Карфагена.
Сиракузы подтвердили союз с Селинунтом и высказались за мир с карфагенянами.

## Начало войны
Поскольку войны избежать не удалось, карфагеняне направили на помощь Эгесте отряд из 5000 ливийцев и 800 кампанцев, в своё время нанятых халкидцами для помощи афинянам, и оставшихся по окончании войны без работы. Селинунтские войска вторглись на земли Эгесты и рассыпались мелкими отрядами для грабежа, противник воспользовался этим и внезапно атаковал основные силы, убив около тысячи воинов и захватив обоз с награбленным.

После этого сражения обе стороны отправили послов, селинунтцы к сиракузянам, а эгестинцы к карфагенянам, прося о помощи и защите. Обе стороны пообещали свою помощь и это положило начало Карфагенской войне.— Диодор. XIII. 44, 4—5.

## Кампания 409 до н. э.

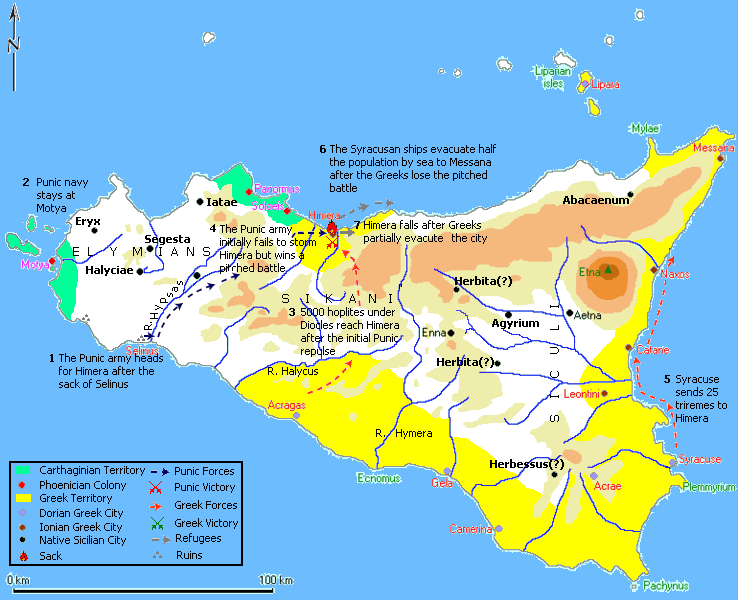
Кампания 409 года до н. э.

Ганнибал был назначен главнокомандующим. Он был внуком Гамилькара, павшего в битве при Гимере, и сыном Гискона, который за попытку убить своего отца был изгнан и умер в эмиграции в Селинунте. По словам Диодора, Ганнибал ненавидел греков, хотел смыть позор со своей семьи, и отстоять интересы своей родины на Сицилии. В течение лета и зимы он навербовал множество наемников в Иберии и Африке, а также зачислил в армию большое число граждан.
Весной 409 до н. э. 60 военных кораблей и 1500 транспортов переправили карфагенскую армию на мыс Лилибей, где Ганнибал встал лагерем. По словам Эфора, у него было 200 тыс. пехоты и 4 тыс. кавалерии, Тимей из Тавромения пишет, что численность армии не превышала 100 тыс. Корабли он волоком перетащил в бухту Мотии, показывая этим, что его флот не будет действовать против сиракузян.
После подхода подкреплений из Эгесты и других союзных отрядов, в том числе греческих, Ганнибал выступил против Селинунта.

### Падение Селинунта
Селинунт пал после девяти дней штурма, город был сожжен и разрушен, 16 тыс. человек погибли в ходе резни, 5 тыс. было взято в плен. Сиракузяне и их союзники не успели оказать помощь осажденным.

### Падение Гимеры
Покончив с Селинунтом, Ганнибал выступил к Гимере, где собирался взять реванш за поражение деда.
Город храбро оборонялся, вместе с подошедшим сиракузским отрядом жители произвели крупную вылазку и дали карфагенянам сражение, но военная демонстрация, проведенная кораблями Ганнибала перед Сиракузами, заставила Диокла вернуться на защиту своего города. Через два дня Гимера была взята и полностью разрушена, а три тысячи пленников принесены в жертву духу Гамилькара.
После этого Ганнибал распустил союзников и кампанцев, недовольных оплатой, и, оставив на Сицилии часть войска, вернулся в Карфаген с огромной добычей. На родине ему устроили триумфальную встречу.

## Действия Гермократа
Вскоре на Сицилию вернулся Гермократ, отстраненный от командования сиракузской эскадрой в Эгейском море и приговоренный к изгнанию. Получив от сатрапа Фарнабаза крупную сумму, он построил в Мессении пять триер, навербовал тысячу наемников, после чего высадился в Мессане. Присоединив к своему отряду тысячу гимерских изгнанников, он попытался захватить власть в Сиракузах, но потерпел неудачу.
После этого, он отправился на запад, занял Селинунт, частично восстановил городскую стену, и собрал из разных мест оставшихся в живых селинунтцев. Сколотив отряд в 6 тыс. человек, он начал совершать набеги на старую карфагенскую территорию.
Гермократ опустошил район Мотии, горожан, устроивших вылазку, разбил и загнал обратно в город, после чего собрал большую добычу на землях Панорма. Жителей этого города он также победил в сражении, убив около 500 человек. Эти акции сделали его весьма популярным среди греков, а жители Сиракуз стали высказываться за его возвращение.
Чтобы оказать давление на сиракузское правительство, Гермократ перешел со своим отрядом к развалинам Гимеры, собрал останки павших в сражении сиракузян и направил их на родину. Этим он рассчитывал скомпрометировать Диокла, который в своем поспешном отступлении даже не позаботился о павших, и надеялся снискать любовь народа.
При обсуждении в народном собрании вопроса об останках Диокл возражал против погребения, понимая, чего добивается его противник, но этим только навлек на себя гнев народа, и сам был отправлен в изгнание. Гермократа, тем не менее, возвращать побоялись, из опасения, что он может установить тиранию.
Гермократ вернулся в Селинунт, но через некоторое время сторонники призвали его тайно ввести войска в город, обещая свою поддержку. С тремя тысячами воинов он направился к Сиракузам, и с частью своих людей вошел в город, но промедлил, ожидая подхода отставших. Внезапного нападения не получилось, граждане успели собрать ополчение и окружили заговорщиков на рыночной площади. Гермократ и большинство его спутников погибли в бою, а остальных приговорили к изгнанию.

## Переговоры. Подготовка нового вторжения
Сиракузяне направили в Карфаген посольство с осуждением предпринятой агрессии, и с предложением заключить мир. Карфагеняне не дали определенного ответа, а сами в 407 до н. э. вывели колонию на Сицилию, основав недалеко от развалин Гимеры рядом с горячими источниками город Фермы.
Одновременно они начали подготовку к новому масштабному вторжению на греческую территорию, поручив Ганнибалу командование, а когда тот стал отказываться по причине почтенного возраста, дали ему в помощники Гимилькона, его родственника из дома Магонидов.
В Иберии, на Балеарских островах, в карфагенской Северной Африке, у берберов, племен Киренаики было навербовано большое число воинов. В Италии наняли отряд кампанцев, так как те, что сражались в кампанию 409 до н. э. и затем осели на Сицилии, были недовольны наградой и заявили, что переходят на сторону греков.

## Кампания 406 до н. э.
Общая численность армии, согласно Тимею, составила около 120 тыс. человек, а по словам Эфора 300 тыс. Было собрано большое количество военных кораблей и более тысячи транспортов. Авангард из 40 триер был встречен такими же силами сиракузян у побережья в районе Эрика, и в результате долгого сражения карфагеняне, потеряв 15 кораблей, под покровом ночи бежали обратно в Африку.
После этого Ганнибал вышел в море с 50 триерами, чтобы обеспечить переправу своих войск.
Узнав о масштабах готовящегося вторжения, греки поняли, что под угрозой находится само их существование и начали готовиться к решительному отпору. Сиракузяне попытались мобилизовать население других городов Сицилии и отправили посольства в Спарту и к италийским грекам. Акрагант, богатейший город с двухсоттысячным населением, должен был стать первой жертвой захватчиков, и его жители начали свозить в крепость продовольствие со всей округи.

### Падение Акраганта
Карфагенские войска осадили Акрагант, в обороне которого участвовали отряд наемников спартанца Дексиппа и кампанцы. Сиракузяне собрали войско, включавшее контингенты италиотов, мессенцев, камаринцев и гелойцев, общим числом в 35 тыс. пехоты и 5 тыс. конницы под командованием Дафнея, и в сопровождении 30 триер выступили на помощь осажденным. В упорном сражении на реке Гимере они разбили 40-тыс. армию иберов и кампанцев, положив на месте около 6 тыс. варваров. В карфагенском войске началась эпидемия, жертвой которой стал Ганнибал. Акрагантцы хотели атаковать лагерь противника, но стратеги не решились устроить вылазку. Они были обвинены в предательстве и толпа побила их камнями.
Перерезав коммуникации, Дафней вызвал голод в лагере противника, но из-за нерасторопности греков карфагеняне перехватили большой конвой с продовольствием для осажденных, и восстановили свои силы. Греки так и не смогли наладить взаимодействие отдельных отрядов, и в обстановке панических настроений, слухов об измене и подкупе, было решено эвакуировать город.
Сменивший Ганнибала Гимилькон уничтожил всех, кто не смог покинуть Акрагант, и собрал в городе колоссальную добычу.

## Политический кризис в Сиракузах
Акрагантская катастрофа повергла в шок сицилийских греков. Одни стекались в Сиракузы, надеясь найти там спасение, другие отправляли семьи в Италию. В Сиракузах вновь подняла голову группа сторонников Гермократа, которую возглавляли Гиппарин и Филист. В народном собрании зимой 406/405 до н. э. все были так подавлены произошедшим, что никто не мог подать совета, и тогда слово взял молодой аристократ Дионисий, участник путча Гермократа, сумевший избежать наказания, и уже зарекомендовавший себя в боях с карфагенянами.
Он предложил немедленно наказать стратегов, не дожидаясь судебного разбирательства, а когда архонты наложили на Дионисия штраф за нарушение процедуры, но Филист демонстративно уплатил за него и пообещал оплатить все штрафы, которые будут на него наложены до конца дня.
Получив такую поддержку, Дионисий произнес искусно составленную демагогическую речь, прямо обвинив стратегов в подкупе, и собрание немедленно избрало новую коллегию, в которую вошел и Дионисий. Следующим его предложением было возвращение изгнанников, на которых он рассчитывал опереться при установлении тирании. Чтобы дискредитировать новых стратегов и добиться единоличной власти, Дионисий отказался с ними сотрудничать, не принимал участия в совещаниях, и распускал слухи, что и эти руководители подкуплены неприятелем.

## Расправа в Геле
Отправившись с подкреплением в 2 тыс. пехоты и 400 всадников в Гелу, он застал там смуту, поскольку богатая городская верхушка находилась в конфликте с народом, а наемникам Дексиппа, охранявшиим город, сиракузское правительство задерживало выплату жалования. Обвинив богачей в измене, он арестовал их и казнил, а имущество конфисковал. Из этих средств он заплатил людям Дексиппа, а своим пообещал вдвое против жалования, положенного правительством.

## Тирания Дионисия
Вернувшись в Сиракузы, Дионисий заявил, что Гимилькон пытался его подкупить, что остальные стратеги уже продали родину, и он в таких условиях не может помочь отечеству. Когда народ был достаточно напуган угрозой отставки единственного вождя, которому люди верили, сторонники Дионисия внесли предложение о назначении его стратегом-автократором. «И вскоре народ, как это обыкновенно бывает, принял худшее из решений», передав неограниченную власть в руки одного человека.
Затем, действуя по примеру Писистрата, Дионисий сам себя ранил, явился в собрание в окровавленной одежде, заявил, что стал жертвой покушения, и потребовал предоставить охрану из 600 человек, которых он сам выберет. Получив согласие народа, он набрал больше тысячи бойцов, привлек на свою сторону наемников, которым вдвое поднял жалование, а Дексиппа, которого не удалось подкупить, и который мог бы вернуть народу свободу, отослал обратно в Грецию.
Войдя с большим числом преданных людей в Сиракузы, он занял Большую гавань и фактически установил свою тиранию. Сиракузяне были вынуждены с этим смириться, так как город заполнили вооруженные наемники, а на западе готовилась перейти в наступление армия Гимилькона. Дионисий женился на дочери Гермократа, чем привлек на свою сторону влиятельный клан.

## Кампания 405 до н. э.
Перезимовав в Акраганте, карфагеняне весной разрушили этот город и вторглись на земли Гелы и Камарины, где также захватили большую добычу.

### Падение Гелы и Камарины
Гела была осаждена. Жители оборонялись с тем же упорством, что и в других городах, но организационное и техническое превосходство противника было слишком велико. Дионисий собрал 30-тыс. армию и флот из 50 обшитых медью кораблей, и провел комбинированную атаку карфагенского лагеря с суши и моря. Плохая координация и в этом случае помешала грекам добиться успеха, так как основные силы пехоты, проходившие к месту сражения прямо сквозь город, застряли в узких улицах и их задержка нарушила все планы. Потерпев поражение, Дионисий на ночном совещании командиров принял решение оставить Гелу и Камарину, и эвакуировать население на восток.

### Мятеж в Сиракузах
Население, в панике бежало из обреченных городов, так как оставшихся бесчеловечные варвары распинали на крестах и подвергали, по словам Диодора, мучениям, на которые невозможно было смотреть. Дороги были запружены людьми, и часть воинов была в ярости, подозревая, что Дионисий намеренно проиграл сражение, чтобы иметь основания как можно дольше удерживать единоличную власть. Италиоты, которые понесли большие потери, покинули Сицилию, а всадники, принадлежавшие к аристократической оппозиции, направились в Сиракузы, захватили город, разграбили дом тирана и жестоко изнасиловали его молодую жену, которая после этого покончила с собой.
Дионисий бросился в погоню за мятежниками, обнаружив, что городские ворота заперты, поджег их, ворвался в Сиракузы, окружил часть мятежников на рыночной площади и истребил их в бою до последнего человека, а затем его люди прочесали город, уничтожая всех, кто оказывал сопротивление, врываясь в дома, убивая или изгоняя политических противников.

## Окончание войны
Положение Дионисия оставалось крайне тяжелым, поскольку гелойцы и камаринцы покинули его и ушли в Леонтины. Верные тирану сицилийские войска и наемники стянулись в Сиракузы, в руках врага было все южное побережье острова и со дня на день можно было ожидать осады города, но в карфагенской армии свирепствовала эпидемия и Гимилькон был вынужден отказаться от планов полного очищения Сицилии от греков и предложил Дионисию мир.
По условиям этого договора карфагеняне получали земли элимов и сиканов, жители Селинунта, Акраганта, Гимеры, Гелы и Камарины могли вернуться в свои города, но те не должны были иметь укреплений и становились данниками карфагенян. Жители Леонтин и Мессены, и все сикулы получали независимость, и под властью Дионисия оставались только Сиракузы. Пленных и захваченные корабли обменивали всех на всех.
Потеряв, по словам Диодора, половину армии от болезни, Гимилькон вернулся в метрополию и привез с собой заразу, которая и в Африке собрала обильную жатву среди карфагенян и их союзников.

## Итоги
Сицилийские греки потерпели очень тяжелое поражение. При всей несомненной храбрости, им не хватало организации, так как отдельные полисы враждовали друг с другом, а сама полисная организация в греческом мире вступала в период жестокого кризиса. Демократические режимы, установленные на Сицилии после падения тираний, оказались слишком слабы, а сильнейшее из греческих государств, Сиракузы, еще не оправилось от тяжелой войны с афинскими агрессорами.
Превосходство карфагенян в организации, военной инженерии, и предложенная ими тотальная война оказались для греков полной неожиданностью, а чудовищная, по меркам тогдашнего цивилизованного мира, жестокость, приводила в ужас. Последнее обстоятельство исследователи оценивают неоднозначно: в изложении Диодора действия карфагенян выглядят как целенаправленный террор, призванный заставить греческое население покинуть завоеванные территории, однако, мнение о том, что карфагеняне намеревались полностью изгнать греков с Сицилии, почерпнутое Диодором у историка-патриота Тимея, может восходить к националистической пропаганде Дионисия, оправдывавшего свою тиранию необходимостью объединения греков для отпора врагу греческого племени.
Современные историки, в основном, разделяют печаль Диодора по поводу гибели демократии и установления тирании, однако, большинство все же указывает, что раз демократические правительства в условиях истребительной войны оказались несостоятельны, единовластие, поскольку оно смогло объединить силы для отпора врагу, являлось меньшим злом в сравнении с порабощением, истреблением или изгнанием целого народа.
Уже в 404 до н. э. Дионисий нарушил договор с Карфагеном и начал кампанию по завоеванию независимых греческих городов на востоке, затем расширил зону военных действий, атаковав сикулов во внутренних районах острова. Карфагеняне, ослабленные эпидемией, долго не могли принять ответных мер, и вторая война Дионисия с Карфагеном началась только в 398 до н. э.

## Комментарии
1. ↑  Современные исследователи считают это обвинение совершенно нелепым (Фролов. 2001, с. 365)
2. ↑  Возможно, она даже началась, но в тексте Диодора здесь лакуна, а других источников нет (Фролов. 2001, с. 366)